# Chaque jour que Dieu fait
Pour plus de détails, voir Fiche technique et Distribution.
Chaque jour que Dieu fait (titre original : Tutti i santi giorni) est un film italien de Paolo Virzì sorti en 2012 en Italie et en 2013 en France, inspiré du roman La generazione de Simone Lenzi.
Il s'agit d'une comédie romantique qui raconte l'histoire d'amour de deux jeunes radicalement différents. 

## Synopsis
Guido et Antonia forment un couple de jeunes, lui toscan, elle sicilienne. Ils ont fait connaissance lors d'un concert d'Antonia dans une salle de Rome où ils vivent. 
Guido travaille comme portier de nuit et est passionné de littérature et d'histoire antique avec une préférence pour l'hagiographie ; Antonia travaille dans une société de voitures de location et parallèlement compose des chansons avec l'espoir de pouvoir les chanter en public. 
Guido et Antonia désirent avoir des enfants, mais devant la difficulté, ils essaient divers moyens pour y parvenir entrant en contact avec des milieux et des personnes radicalement différents.
Le titre du film est issu du fait que Guido dès son retour du travail a comme habitude de réveiller Antonia en lui servant son petit déjeuner au lit et en lui racontant l'histoire du saint du jour.

## Fiche technique
- Titre original : Tutt i i santi giorni  (Tous les saints jours)
- Titre français : Chaque jour que Dieu fait
- Réalisation : Paolo Virzì
- Scénario : Simone Lenzi, d'après le roman La generazione
- Mise en scène : Francesco Bruni, Paolo Virzì, Simone Lenzi,
- Décors : Alessandra Mura
- Musique : Thony (it)
- Costumiste : Maria Cristina La Parola
- Photographie : Vladan Radovic
- Montage : Cecilia Zanuso
- Production : Elisabetta Olmi
- Maison de production : Motorino Amaranto, Rai Cinema
- Société de distribution : 01 Distribution
- Pays d'origine :  Italie
- Langue originale : italien
- Format couleur : 35 mm
- Genre : Dramatique
- Durée : 102 minutes environ
- Dates de sortie :   
  -  Italie : 11 octobre 2012
  -  France : 4 septembre 2013

## Tournage
Le film a été tourné à partir du 6 février 2012 et les scènes se sont déroulées en deux endroits :
- le Latium (zone Madonnetta)
- Sicile[2].

## Distribution
- Luca Marinelli : Guido
- Thony (it) : Antonia
- Katie McGovern : Katherine
- Micol Azzurro : Patrizia Caiozzi
- Frank Crudele :
- Claudio Pallitto : Marcello
- Giovanni La Parola : Jimmy
- Robin Mugnaini : Duccio
- Fabio Gismondi : Lorenzo Caselli
- Benedetta Barzini : Donatella Caselli
- Katie McGovern : Katherine

## Bande son
La bande son du film est réalisée par la chanteuse, auteur-compositrice sicilienne Thony (it) (nom d'art de Federica Victoria Caiozzo), qui dans le film joue le rôle d'Antonia.

## Diffusion
La distribution du film est assurée par 01 Distribution. Le film est sorti dans les salles italiennes  le 11 octobre 2012.